# Ungesetzlicher Grenzübertritt im DDR-Recht
Ungesetzlicher Grenzübertritt (auch Republikflucht) war in der DDR eine Straftat gegen die staatliche und öffentliche Ordnung nach § 213 des Strafgesetzbuchs (StGB). Die Strafbewehrung diente in erster Linie dazu, Einwohner der DDR aufgrund des Versuchs der Flucht aus der DDR in die Bundesrepublik Deutschland zu bestrafen.
Vor Inkrafttreten des StGB am 1. Juli 1968 gab es eine entsprechende Strafbestimmung in § 8 des Passgesetzes von 1954 mit einer Strafandrohung von bis zu drei Jahren Gefängnis oder Geldstrafe. Mit Inkrafttreten des Strafgesetzbuchs blieb in § 8 des Passgesetzes eine Bestimmung für leichte Fälle erhalten, die mit Verweis oder Ordnungsstrafe von 10 bis 300 M belegt werden konnten.

## Strafgesetzliche Regelung
§ 213 StGB lautete in der Fassung des Gesetzes vom 28. Juni 1979:

„(1) Wer widerrechtlich die Staatsgrenze der Deutschen Demokratischen Republik passiert oder Bestimmungen des zeitweiligen Aufenthalts in der Deutschen Demokratischen Republik sowie des Transits durch die Deutsche Demokratische Republik verletzt, wird mit Freiheitsstrafe bis zu zwei Jahren oder mit Verurteilung auf Bewährung, Haftstrafe oder mit Geldstrafe bestraft.

(2) Ebenso wird bestraft, wer als Bürger der Deutschen Demokratischen Republik rechtswidrig nicht oder nicht fristgerecht in die Deutsche Demokratische Republik zurückkehrt oder staatliche Festlegungen über seinen Auslandsaufenthalt verletzt.

(3) In schweren Fällen wird der Täter mit Freiheitsstrafe von einem Jahr bis zu acht Jahren bestraft. Ein schwerer Fall liegt insbesondere vor, wenn

1. die Tat Leben oder Gesundheit von Menschen gefährdet;

2. die Tat unter Mitführung von Waffen oder unter Anwendung gefährlicher Mittel oder Methoden erfolgt;

3. die Tat mit besonderer Intensität durchgeführt wird;

4. die Tat durch Urkundenfälschung, Falschbeurkundung oder durch Missbrauch von Urkunden oder unter Ausnutzung eines Verstecks erfolgt;

5. die Tat zusammen mit anderen begangen wird;

6. der Täter wegen ungesetzlichen Grenzübertritts bereits bestraft ist.

(4) Vorbereitung und Versuch sind strafbar.“

Diese Fassung ist inhaltlich fast identisch mit der vom 11. Dezember 1957, war jedoch etwas anders formuliert. So fehlt im Text von 1959 der Begriff der „Staatsgrenze“; die Rede ist stattdessen vom Verlassen oder Betreten des „Gebiets“ der DDR. Die Vergehen sind mit der Verletzung „vorgeschriebene[r] Reiseziele, Reisewege oder Reisefristen“ konkreter benannt. Den Begriff des „Transits“ gab es noch nicht. Das Strafmaß lag 1959 bei drei, statt später bei zwei Jahren.
Das Oberste Gericht der DDR und der Generalstaatsanwalt der DDR führten am 15. Januar 1988 in ihrem „Gemeinsamen Standpunkt zur Anwendung des § 213 StGB“ aus, eine gefährliche Methode im Sinne des § 213 Abs. 3 Satz 2 Nr. 2 StGB sei u. a. das Benutzen von „Steighilfen zur Überwindung von Grenzsicherungsanlagen“. Bereits am 17. Oktober 1980 war ein „Gemeinsamer Standpunkt“ des Obersten Gerichtes und des Generalstaatsanwalts mit entsprechendem Inhalt formuliert worden. Wegen der Sicherung der Grenze war ein Grenzübertritt ohne Hilfsmittel, Täuschung oder Verstecke kaum möglich.
Dass dadurch der schwere Fall zum de-facto-Normalfall wurde, war wegen der erhöhten Strafandrohung von Bedeutung. Schusswaffengebrauch war den DDR-Grenzsoldaten nämlich nur zur Verhinderung eines Verbrechens, nicht jedoch bei einem Vergehen erlaubt. Die Abgrenzung zwischen Vergehen und Verbrechen war aber nach § 1 Absatz 3 StGB-DDR gerade die Androhung einer Haftstrafe von über 2 Jahren.

## Voraussetzungen für einen gesetzlichen Grenzübertritt
Mit Verordnung vom 26. Mai 1952 wurde das Ministerium für Staatssicherheit beauftragt, „strenge Maßnahmen zu treffen für die Verstärkung der Bewachung der Demarkationslinie zwischen der Deutschen Demokratischen Republik und den westlichen Besatzungszonen“. Mit Verordnung vom 19. März 1964 wurde entlang der innerdeutschen Grenze ein besonders gesichertes Grenzgebiet errichtet.
Die Grenze durfte nur mit gültigen Dokumenten über die geöffneten Grenzübergangsstellen (Kontrollpassierpunkte) passiert werden. Nach § 27 des Gesetzes über die Staatsgrenze der Deutschen Demokratischen Republik vom 25. März 1982 (Grenzgesetz) waren die Grenztruppen der DDR für den Grenzschutz zuständig und auch zur Anwendung von Schusswaffen befugt, „um die unmittelbar bevorstehende Ausführung oder die Fortsetzung einer Straftat zu verhindern, die sich den Umständen nach als ein Verbrechen darstellt“. Verbrechen waren nach § 1 Abs. 3 StGB „gesellschaftsgefährliche Angriffe gegen die Souveränität der Deutschen Demokratischen Republik, den Frieden, die Menschlichkeit und die Menschenrechte, Kriegsverbrechen, Straftaten gegen die Deutsche Demokratische Republik sowie vorsätzlich begangene Straftaten gegen das Leben. Verbrechen sind auch andere vorsätzlich begangene gesellschaftsgefährliche Straftaten gegen die Rechte und Interessen der Bürger, das sozialistische Eigentum oder andere Rechte und Interessen der Gesellschaft, die eine schwerwiegende Mißachtung der sozialistischen Gesetzlichkeit darstellen und für die deshalb eine Freiheitsstrafe von mindestens zwei Jahren angedroht ist oder für die innerhalb des vorgesehenen Strafrahmens im Einzelfall eine Freiheitsstrafe von über zwei Jahren ausgesprochen wird.“ Dem Verständnis des Grenzgesetzes sowie des § 213 StGB-DDR entsprach es, dass Grenzschützer nach tödlichen Schüssen belobigt, ausgezeichnet und geringfügig belohnt und disziplinar- oder strafrechtliche Ermittlungen wegen der Schüsse nicht geführt worden sind.
Nach dem Passgesetz von 1954 benötigten deutsche Staatsangehörige, die das Gebiet der Deutschen Demokratischen Republik nach dem Ausland verlassen, ein im Pass eingetragenes Visum. Für die Ausstellung von Pässen und Visa war im Inland das Ministerium für Auswärtige Angelegenheiten zuständig.
Visafreie Privatreisen gab es nur in das sozialistische Ausland mit einer Reiseanlage für den visafreien Reiseverkehr.
Grenzgänger in und um Berlin gab es nur bis zum Bau der Berliner Mauer im August 1961.
Nach den Vorschriften des DDR-Rechts über die Ausgabe von Pässen gab es jedenfalls bis zum 1. Januar 1989 für nicht politisch privilegierte Bürger unterhalb des Rentenalters, abgesehen von einzelnen dringenden Familienangelegenheiten, keine Möglichkeit des legalen Grenzübertritts. Ablehnende Entscheidungen über Anträge auf Ausreise bedurften bis zum 1. Januar 1989 keiner Begründung und konnten bis zu diesem Zeitpunkt nicht mit der Beschwerde angefochten werden.

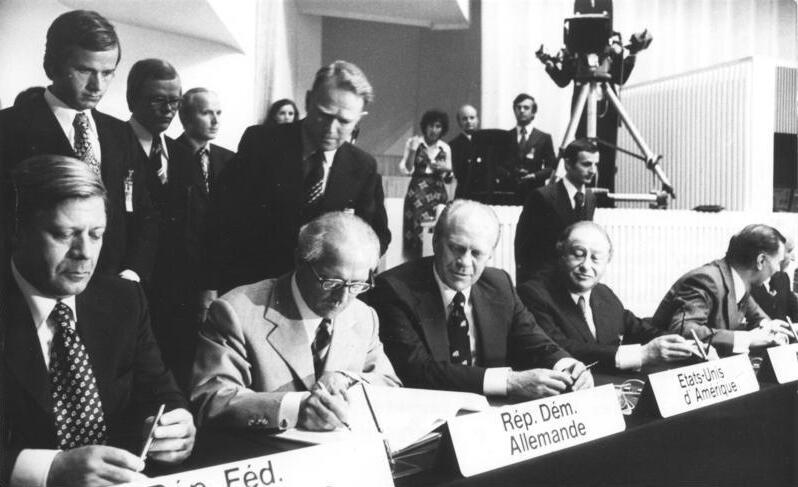
Erich Honecker (vordere Reihe, 2. v. li.) unterzeichnet am 1. August 1975 die KSZE-Schlussakte in Helsinki.

In der DDR gab es bis Ende 1988 keine gesetzliche Grundlage für eine dauerhafte Übersiedlung in das westliche Ausland. Gleichwohl wurden Ausreiseanträge gestellt, seit 1975 insbesondere unter Berufung auf die Bestimmungen über die internationale Zusammenarbeit im humanitären Bereich der KSZE-Schlussakte von Helsinki wie die wohlwollende Prüfung von Reisegesuchen, Familienzusammenführung, Eheschließung zwischen Bürgern verschiedener Staaten, Entwicklung von Möglichkeiten für Reisen aus persönlichen Gründen etc.

## Unvereinbarkeit mit internationalem Recht
1974 war die DDR dem Internationalen Pakt über bürgerliche und politische Rechte (IPbürgR) beigetreten. Art. 12 Abs. 2 IPbürgR lautete in der Übersetzung im DDR-Gesetzblatt: „Jedermann steht es frei, jedes Land, einschließlich seines eigenen, zu verlassen.“ Nach Art. 12 Abs. 3 IPbürgR durfte dieses Recht nur durch Gesetz und nur zu bestimmten Zwecken, darunter zum Schutz der nationalen Sicherheit und der öffentlichen Ordnung, eingeschränkt werden.
Die Ratifikation führte in der DDR jedoch nicht zu innerstaatlichen Gesetzesänderungen. Es wurde die Auffassung vertreten, dass nicht schon die Ratifikation den Menschen in den Vertragsstaaten eine Rechtsposition gegenüber ihrem Staat verschafft hätte. Die einfachgesetzlichen Regelungen des Passgesetzes und des Grenzgesetzes genügten den Anforderungen des Art. 12 Abs. 3 IpbürgR bzw. seien mit diesen vereinbar. Diese Auffassung hat die DDR auch 1977 und 1984 vor dem UN-Menschenrechtsausschuss vertreten.

## Häftlingsfreikauf
Die Bundesregierung begann im Jahr nach der Errichtung der Berliner Mauer, politische Häftlinge der DDR freizukaufen. Durch den Häftlingsfreikauf kam die DDR zu Devisen und ersparte sich zumeist die Umerziehung politisch gegnerisch eingestellter Bürger, da die übergroße Mehrheit wegen des ungesetzlichen Grenzübertritts einsaß und nach der Haftentlassung in den Westen wollte.
Bis zum Fall der Mauer kaufte die Bundesregierung ca. 35.000 politische Gefangene frei. 3,5 Milliarden Mark sollen bei den Freikäufen in die DDR geflossen sein. Zum Beispiel zahlte die Bundesregierung 1978 für die Freilassung eines Ehepaares mit Kind 100.000 Mark, nachdem die Eltern über 19 Monate in Haft gesessen hatten.
Auf DDR-Seite war für die Freilassung der Gefangenen durch Freikauf das Sekretariat des Ministers „zur Durchführung von Sonderaufgaben“ im MfS unter Oberst Heinz Volpert zuständig. In der Bundesrepublik war es das Bundesministerium für innerdeutsche Beziehungen. Beide Ministerien verhandelten indirekt über Rechtsanwälte. Die Zahlungen an die DDR wickelte das Diakonische Werk der EKD ab.

## Historisches Ende des illegalen Grenzübertritts
Gemäß Beschluss des Ministerrats vom 9. November 1989 konnten Privatreisen in das Ausland ohne Vorliegen von Voraussetzungen (Reiseanlässe und Verwandtschaftsverhältnisse) beantragt werden. Die Genehmigungen sollten kurzfristig erteilt, Versagungsgründe nur in besonderen Ausnahmefällen angewandt werden. Das daraufhin erlassene Gesetz über Reisen von Bürgern der Deutschen Demokratischen Republik in das Ausland (Reisegesetz), das auch den Erwerb von Devisen regelte, trat am 1. Februar 1990 in Kraft. Danach hatte jeder Bürger der Deutschen Demokratischen Republik das Recht, jederzeit in das Ausland zu reisen und zu diesem Zweck einen Reisepass der Deutschen Demokratischen Republik zu erhalten.
Im Vertrag über die Schaffung einer Währungs-, Wirtschafts- und Sozialunion zwischen der Bundesrepublik Deutschland und der Deutschen Demokratischen Republik vom 18. Mai 1990 (WWSUVtr) garantierten die Vertragsparteien unter anderem „die Freizügigkeit von Deutschen in dem gesamten Währungsgebiet“. Die DDR gewährleistete, § 213 StGB bis zum Inkrafttreten des Vertrags am 1. Juni 1990 aufzuheben. Gem. § 1 des 6. Strafrechtsänderungsgesetzes vom 29. Juni 1990, Anlage 1 wurde § 213 StGB mit Wirkung zum 1. Juli 1990 zwar nicht ausdrücklich aufgehoben, aber inhaltlich geändert und als Behinderung staatlicher oder gesellschaftlicher Tätigkeit systematisch den Straftaten gegen die Durchführung von Wahlen zugeordnet.

## Juristische Aufarbeitung

### Menschenrechtsverletzung
Nach Ansicht des Bundesgerichtshofs wurde das in Art. 12 IPbürgR bezeichnete Menschenrecht auf Ausreisefreiheit durch das Grenzregime der DDR verletzt, weil den Bewohnern der DDR das Recht auf freie Ausreise nicht nur in Ausnahmefällen, sondern in aller Regel vorenthalten wurde. Das Grenzregime der DDR habe seine besondere Härte dadurch empfangen, dass Deutsche aus der DDR ein besonderes Motiv für den Wunsch, die Grenze nach West-Berlin und Westdeutschland zu überqueren, gehabt hätten: Sie hätten mit den Menschen auf der anderen Seite der Grenze zu einer Nation gehört und seien mit ihnen durch vielfältige verwandtschaftliche und sonstige persönliche Beziehungen verbunden gewesen.

### Strafbarkeit der Mauerschützen
Vorsätzliche Tötungshandlungen von Grenzsoldaten der DDR an der Berliner Mauer waren strafrechtlich nicht dadurch gerechtfertigt, dass die Schüsse einem sogenannten Grenzverletzer galten, der unter Verletzung des § 213 StGB die Grenze passieren wollte.

### Rechtsbeugung
Richter und Staatsanwälte der DDR können in der Bundesrepublik Deutschland wegen Rechtsbeugung bei Anwendung „politischen Strafrechts“ (§§ 212 – 224 StGB-DDR) verfolgt werden.

### Rehabilitierung
Eine strafgerichtliche Verurteilung wegen ungesetzlichen Grenzübertritts ist gem. § 1 Abs. 1 Nr. 1e des  Strafrechtlichen Rehabilitierungsgesetzes von 1992 auf Antrag für rechtsstaatswidrig zu erklären und aufzuheben. Dies gilt jedoch nicht, wenn die Tat Leben oder Gesundheit von Menschen gefährdet hat oder unter Mitführung von Waffen oder unter Anwendung gefährlicher Mittel oder Methoden erfolgt ist.